# Scarface (raper)
Scarface, właściwie Brad Jordan (ur. 9 listopada 1970 r. w Houston) – amerykański raper.
Karierę w świecie rapu rozpoczął od działalności w grupie Geto Boys. Wydając album We Can't Be Stopped (nakładem Rap-a-Lot) grupie udało się osiągnąć platynę, nawet pomimo tego, że ich teksty pełne przemocy były trzymane z daleka od radia i MTV. W końcu na swój pierwszy, solowy album Scarface zdecydował się w 1991 r. Płyta nosiła tytuł Mr. Scarface Is Back, udało się jej osiągnąć złoto, co przysporzyło Scarface'owi wielu nowych fanów.
Raper opuścił Geto Boys i wydał serię solowych albumów, z których część osiągnęła platynę i złoto. W 2000 r. otrzymał nagrodę za najlepsze teksty przyznawaną przez The Source, dzięki albumowi The Last of a Dying Breed. Jego umiejętności zostały również docenione przez wytwórnię Def Jam, która stworzyła nową firmę zajmującą się rapem z południa, a opiekę nad nią sprawował właśnie Scarface.
Obecnie Scarface jest jednym z najbardziej szanowanych raperów. Obdarzony unikalnym głosem i techniką rapowania jest uważany za legendę rapu z południa. Obok bogatej dyskografii ma na swoim koncie współpracę z takimi sławami rapu jak: Gang Starr, Raekwon, Too Short, Dr. Dre, Nas, 2Pac, Ice Cube, Jay-Z, Jadakiss, Faith Evans, Beanie Sigel, Bun B, Young Jeezy, Master P, G-Unit i Chamillionaire. Pojawił się również na pośmiertnie wydanej płycie Notorious B.I.G. Duets: The Final Chapter (2005).

## Dyskografia
- 1991: Mr. Scarface Is Back
- 1993: The World Is Yours
- 1994: The Diary
- 1997: The Untouchable
- 1998: My Homies
- 2000: The Last of a Dying Breed
- 2002: The Fix
- 2003: Balls and My Word
- 2006: My Homies Part 2
- 2007: Made
- 2008: Emeritus
- 2015: Deeply Rooted